# 雷·費雪
雷·費雪（英語：Ray Fisher，1987年9月8日—），美國男演員。知名於2013年舞台劇《取土造人》（Fetch Clay, Make Man）中飾演穆罕默德·阿里，以及DC擴展宇宙中飾演的維克多·史東／鋼骨。2019年出演電視劇《無間警探》第三季。

## 早年
雷·費雪出生於马里兰州巴爾的摩。他畢業於紐澤西州以南的哈登高地高中。在此被高中英語老師介紹到表演科，他便活躍於學校的戲劇表演節目，為演唱教會的唱詩班一員。
高中畢業後，費雪順利從紐約美國音樂與戲劇學院畢業。

## 職業生涯
自2008年以來，費雪在紐澤西莎士比亞劇院表演，其中包括了《杀死一只知更鸟》中主演湯姆·羅賓森（Tom Robinson），這是他在高中時第一次讀的書。費雪持續參演舞台劇；2009年於紐澤西州麥迪遜的莎士比亞劇院和德魯大學中出演莎士比亞戲劇《馬克白》。2013年秋天，他在外百老匯在紐約戲劇工作坊製作的戲劇《取土造人》（Fetch Clay, Make Man）中飾演穆罕默德·阿里。為此他進行鍛鍊並將體重從193磅增加到212磅。
2014年4月24日，宣布費雪將在超級英雄電影《超人：鋼鐵英雄》續集《蝙蝠俠對超人：正義曙光》中飾演維克多·史東／鋼骨一角，並會在《正義聯盟》中出演。2014年10月15日，宣布他有望能於2020年的電影《鋼骨》中擔任主演。2016年8月，宣布費雪會在閃電俠的獨立電影出演鋼骨一角。費雪2017年8月10日在Instagram上表示，為這個角色增加了33磅的肌肉。2020年，費雪指控被找來參與拍攝《正義聯盟》的喬斯·溫登行為不檢點，這引起外界譁然，他也在此後持續爆料電影幕後的事件。當華納兄弟同意調查此事時，費雪表示，他不再願意在濱田沃特的領導下在DC影業工作，稱對方為「最危險的推動者」。
費雪繼續在查克·史奈德的《正義聯盟》導演剪輯版《查克·史奈德之正義聯盟》（2021年）中飾演鋼骨。他2020年10月參加了為這部電影的新鏡頭拍攝作業。
2018年2月，宣布費雪將出演HBO電視劇《無間警探》的第三季。2020年12月17日，參演歷史電視劇《民权巾帼》。之後加入史奈德科幻片《Rebel Moon—第1部：火之女》演出，繼《正義聯盟》後再度與該導演重聚。

## 作品列表

### 電影
| 年份 | 標題                           | 角色              | 附註                      |
| ---- | ------------------------------ | ----------------- | ------------------------- |
| 2008 | 《好、壞與困惑》（The Good, the Bad, and the Confused.）           | 病患              | 短片                      |
| 2016 | 《蝙蝠俠對超人：正義曙光》     | 維克多·史東／鋼骨 | 客串                      |
| 2017 | 《正義聯盟》                   | 維克多·史東／鋼骨 |                           |
| 2021 | 《查克·史奈德之正義聯盟》      | 維克多·史東／鋼骨 |                           |
| 2023 | 《Rebel Moon—第1部：火之女》   | 達里安·血斧（Darrian Bloodaxe）   |                           |
| 2024 | 《Rebel Moon—第2部：烙印之人》 | 達里安·血斧       |                           |
| 2024 | 《鋼琴課》                     | 雷蒙（Lymon）          | 提名-黑膠捲獎傑出突破演出 |
| TBA  | 《政界野兽》                   |                   |                           |

### 電視
| 年份 | 標題           | 角色                  | 附註                   |
| ---- | -------------- | --------------------- | ---------------------- |
| 2015 | 《宇航員之妻》 | 愛德華·德懷特隊長（Captain Edward Dwight） | 單集：〈盲目之中〉（In the Blind） |
| 2019 | 《無間警探》   | 佛萊迪·柏恩斯（Freddy Burns）     | 主要演員；8集          |
| 2022 | 《民权巾帼》   | 吉恩·莫布利（Gene Mobley）       | 主要演員；4集          |

### 舞台劇
| 年份 | 標題               | 角色               | 演出地點           | 附註                          |
| ---- | ------------------ | ------------------ | ------------------ | ----------------------------- |
| 2008 | 《該死的律師》（Attorney for the Damned） | 馬可斯·布萊克（Marcus Blake）  | 克萊恩劇院         |                               |
| 2009 | 《馬克白》         | 馬克白             | 紐澤西莎士比亞劇院 |                               |
| 2010 | 《取土造人》（Fetch Clay, Make Man）   | 雅各布·X弟兄（Brother Jacob X）   | 麥卡特劇院         |                               |
| 2011 | 《杀死一只知更鸟》 | 湯姆·羅賓森（Tom Robinson）    | 紐澤西莎士比亞劇院 |                               |
| 2012 | 《皆大歡喜》       | 雅克·德·博伊斯（Jacques de Boys） | 艾倫伊麗莎白劇院   |                               |
| 2013 | 《李爾王》         | 勃艮第公爵（Duke of Burgundy）     | 湯瑪士劇院         |                               |
| 2013 | 《辛白林》         | 阿維拉格斯         | 艾倫伊麗莎白劇院   |                               |
| 2013 | 《取土造人》       | 穆罕默德·阿里      | 紐約戲劇工作坊     |                               |
| 2022 | 《鋼琴課》         | 雷蒙               | 聖詹姆斯劇院       | 提名-戲劇桌獎最佳戲劇配角演出 |
| 2024 | 《馬克白》         | 馬克白             | 紐澤西莎士比亞劇院 |                               |

## 外部連結
- 雷·費雪在互联网电影资料库（IMDb）上的資料（英文）
- 雷·費雪的X（前Twitter）